# Filmový klub

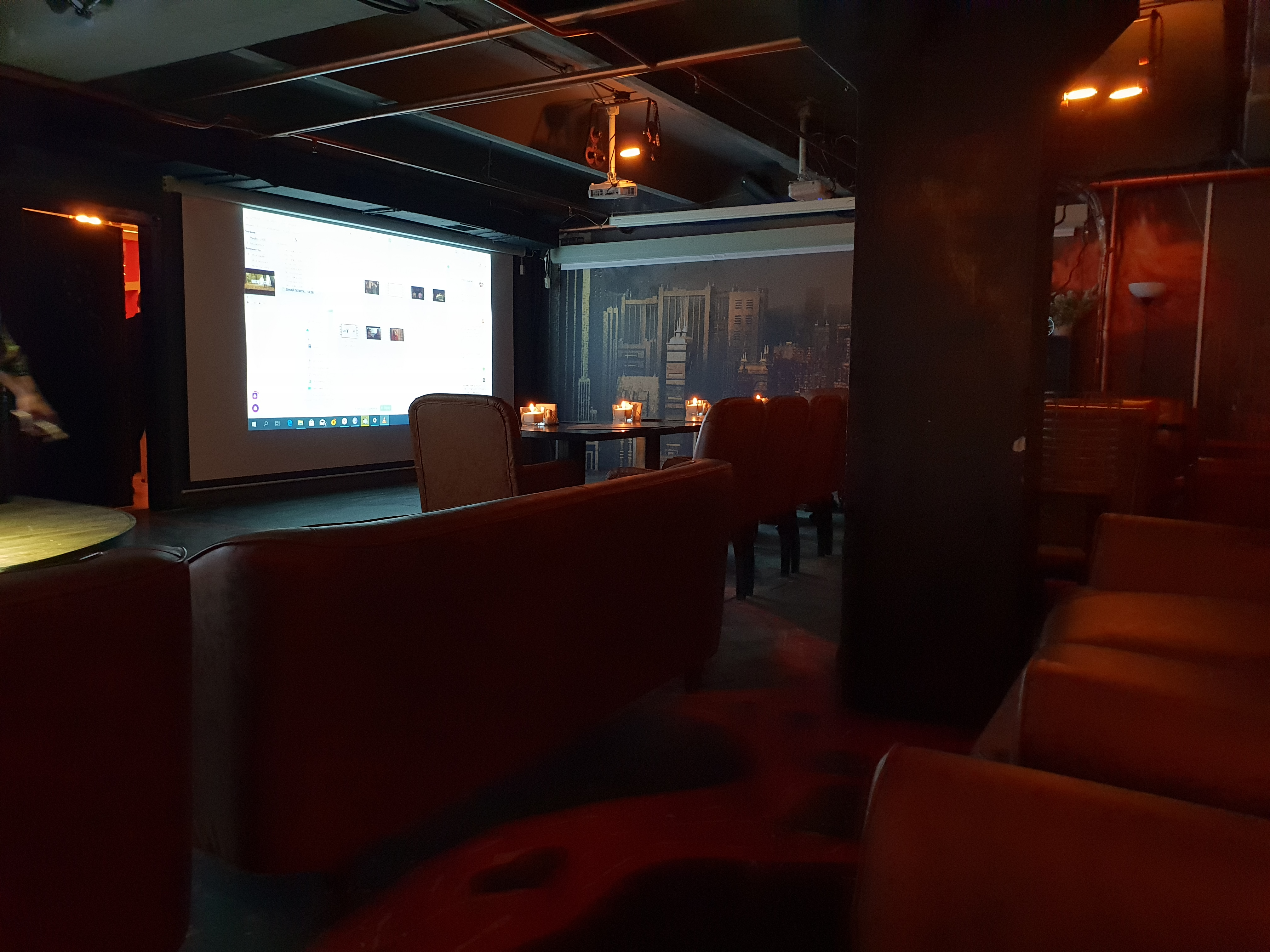
Klubová atmosféra

Filmový klub je subjekt, který organizuje specifickou kulturní činnost v souladu s posláním a cíli Asociace českých filmových klubů (dále jen AČFK) a je jejím řádně registrovaným členem.
Podstatou činnosti filmového klubu jsou podle Stanov AČFK především:
a) pravidelné projekce filmů, které jsou doplňovány dalšími výchovnými aktivitami (lektorské úvody, informace, publikační činnost, besedy)
b) další mimořádné filmové aktivity, které souvisejí s posláním AČFK (semináře, přehlídky, festivaly, výstavy, workshopy)
c) nefilmové aktivity (např. divadla, koncerty, výstavy, literární večery), které jsou těsně dramaturgicky provázány s aktivitami
a) a b)
d) jakékoli formy aktivní komunikace se zájemci a uživateli jejich aktivit (vytváření vlastní členské základy, e-mailové komunikace)
Filmové kluby byly od roku 1963 organizovány v Československé federaci filmových klubů (dále jen ČFFK), která organizačně spadala pod správu Československého filmového ústavu. V roce 1993 vznikla v České republice jako nástupnická organizace Asociace českých filmových klubů, která se pak v roce 1995 odpoutala od Národního filmového archivu (nástupce ČFFK) a stala se nezávislým občanským sdružením.